# Брокхёфт, Элен
Элен Брокхёфт (нем. Ellen Brockhöft; 29 апреля 1893 года — 19 декабря 1977, Бонн) — фигуристка из Германии, серебряный призёр чемпионатов мира 1924—1925 годов, семикратная чемпионка Германии в женском одиночном катании.

## Спортивные достижения
| Соревнования/Сезоны | 1920 | 1921 | 1922 | 1923 | 1924 | 1925 | 1926 | 1927 | 1928 |
| ------------------- | ---- | ---- | ---- | ---- | ---- | ---- | ---- | ---- | ---- |
| Зимние Олимпиады    |      |      |      |      |      |      |      |      | 9    |
| Чемпионаты мира     |      |      |      |      | 2    | 2    |      | 4    |      |
| Чемпионаты Германии | 2    | 1    | 2    | 1    | 1    | 1    | 1    | 1    | 1    |